# Wilczogóra (powiat sierpecki)
Wilczogóra – wieś w Polsce położona w województwie mazowieckim, w powiecie sierpeckim, w gminie Sierpc. Ma status sołectwa.
Prywatna wieś duchowna Wilcza Góra położona była w drugiej połowie XVI wieku w powiecie sierpeckim województwa płockiego. W latach 1975–1998 miejscowość należała administracyjnie do województwa płockiego.